# Les Gobelins (Métro Paris)
Der U-Bahnhof Les Gobelins [le ɡɔblɛ̃] ist eine unterirdische Station der Linie 7 der Pariser Métro.

## Lage
Die Station befindet sich an der Grenze des Quartier de Croulebarbe mit dem Quartier de la Salpêtrière im 13. Arrondissement von Paris. Sie liegt längs unter der Avenue des Gobelins südlich deren Kreuzung mit dem Straßenzug Boulevard Arago – Boulevard Saint-Marcel.

## Name

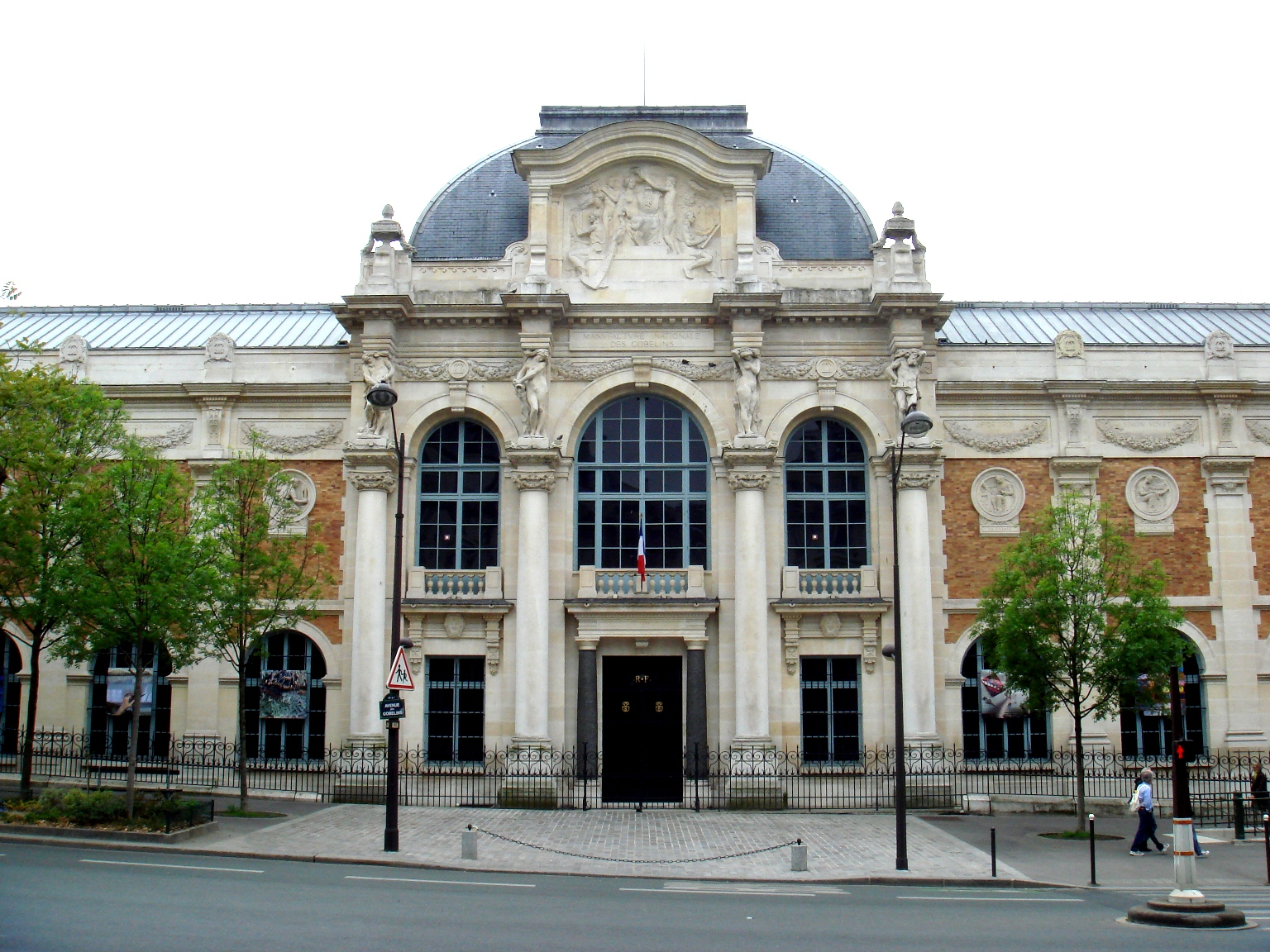
Manufacture des Gobelins

Namengebend ist die Avenue des Gobelins. Diese hat ihren Namen von der Manufacture des Gobelins, einer 1607 gegründeten Bildwirkerei-Manufaktur, deren Vorgängerbetrieb im 15. Jahrhundert von dem Färber Jean Gobelin errichtet wurde.

## Geschichte und Beschreibung
Die Station wurde am 15. Februar 1930 in Betrieb genommen. Da die Seineunterquerung der Linie 7 noch nicht fertiggestellt war, wurde auf der für jene gebauten Trasse unter Nutzung einer Betriebsstrecke vorübergehend die Linie 10 von Odéon bis Place d’Italie verlängert. Am 26. April 1931 wurde deren – mittlerweile bis Porte de Choisy verlängerter – Südabschnitt, und damit die Station Les Gobelins, dann der von Sully – Morland herangeführten Linie 7 zugeordnet.
Unter einem elliptischen, weiß gefliesten Deckengewölbe weist die Station Seitenbahnsteige an zwei parallelen Streckengleisen auf. Bereits beim Bau wurde sie mit der ungewöhnlichen Länge von 105 m, theoretisch ausreichend für Sieben-Wagen-Züge, angelegt.
Jeweils zwei Zugänge liegen am Süd- und am Nordende der Station beidseitig der Avenue des Gobelins. Die nördlichen Zugänge sind durch je einen von Adolphe Dervaux im Stil des Art déco entworfenen Kandelaber mit dem Schriftzug METRO markiert.

## Fahrzeuge
Auf der Linie 7 verkehren konventionelle Fünf-Wagen-Züge der Baureihe MF 77. Zwischen 1971 und 1979 liefen dort Züge der Baureihe MF 67, davor solche der Bauart Sprague-Thomson.